# Hässleåsa damm
Hässleåsa damm är en sjö i Eksjö kommun i Småland och ingår i Emåns huvudavrinningsområde.